# نشانه پیشکاچک
نشانه پیشکاچک (انگلیسی: Piskaçek's sign) یکی از نشانه‌های بالینی بارداری است که در آن، ظرف چند هفته از آغاز حاملگی، عدم تقارن رحم بزرگ‌شده در معاینه لگنی قابل لمس است. نشانه پیشکاچک را به لانه‌گزینی جانبی رویان نسبت می‌دهند که موجب بزرگی احتمالی یک شاخ رحم به نسبت دیگری می‌گردد. نشانه پیشکاچک همچنین به عنوان نرم‌شدن کانونی رحم توصیف شده است، در تضاد با سفتی موضعی آن قسمتی از رحم که جفت در آن کاشته شده است. این نشانه نامش را از لودویگ پیشکاچک می گرد که آن را در سال ۱۸۹۹ تشریح کرد. نشانهٔ بالینی مشابهی به نام نشانه فون براون-فرن‌والد توسط متخصص زایمان اتریشی کارل فون فرن‌والد براون توصیف شد.